# 二龙路西街
39°54′44″N 116°21′54″E / 39.9120979°N 116.3649704°E
二龙路西街，是位于北京市西城区中部的一条道路。

## 简介
二龙路西街为东西走向，如今东起二龙路，西到太平桥大街。二龙路西街原来东起二龙路，西到丁字胡同，北侧有岔道通往太平桥东街。清朝称王爷佛堂，因为其北侧是郑亲王家庙，故得名。因为位于二龙路西侧，1965年北京市整顿地名时改称二龙路西街。1990年至2003年间，道路进行了改造。
2000年代，西城区人民政府打通二龙路西街，使该街西延至太平桥大街，成为城市干道之一。
2012年11月21日起，二龙路西街禁止机动车由西向东方向行驶；新龙大厦西侧路禁止机动车由南向北方向行驶；新龙大厦南侧路禁止机动车由东向西方向行驶。（新龙大厦位于二龙路西街东段南侧。）